# Gian Carlo Bevilacqua
Gian Carlo Bevilacqua, auch Giovanni Carlo Bevilacqua oder Carlo Bevilacqua (* 1775 in Venedig; † 28. August 1849 ebenda) war ein venezianischer Maler.

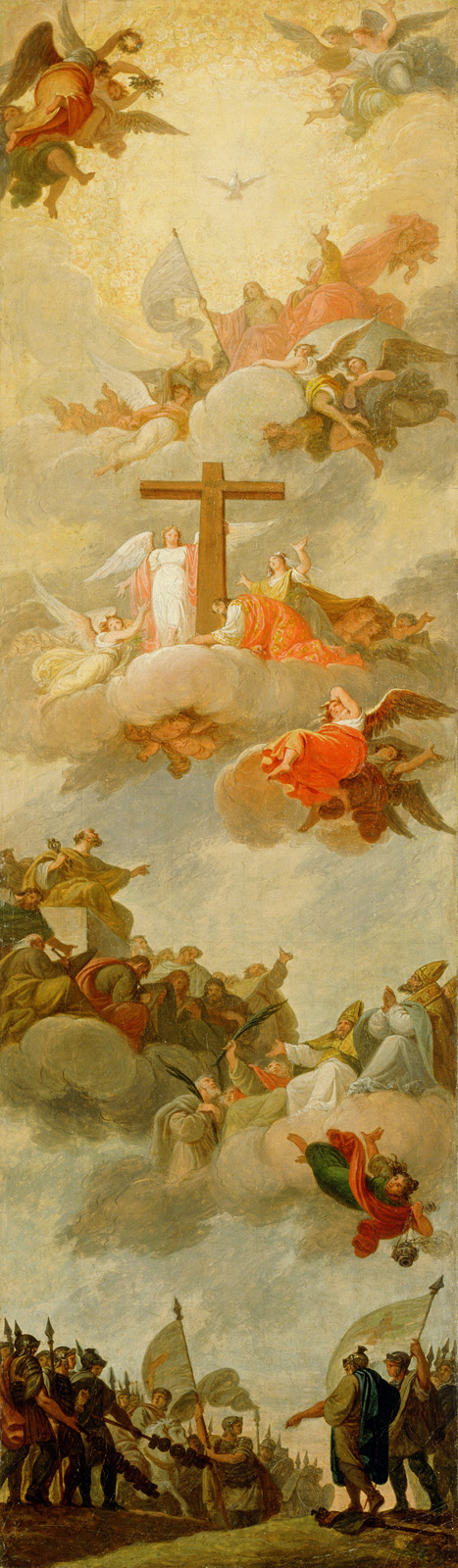
Der Sieg des Glaubens – Der Sieg des heiligen Kreuzes, Öl auf Leinwand, 91,5 * 27 cm, Slowenische Nationalgalerie

## Leben
Bevilacqua entstammte einfachen Verhältnissen, doch waren seine Eltern gebildet und von weit reichenden künstlerischen Kenntnissen. Bevilacqua lernte ab 1786 bei Ludovico Gallina, schrieb sich 1788 in Venedigs Accademia ein, die er bis 1791 besuchte, und in der er im selben Jahr seine erste Auszeichnung erhielt. In der Accademia lernte er Francesco Maggiotto, einen Schüler von Giovanni Battista Piazzetta, kennen, bei dem er seine Studien fortsetzte. Bereits zu dieser Zeit war er als Maler bekannt und wurde 1795 zum conservatore dei pubblici quadri ernannt. Von nun an konzentrierte er sich auf die Arbeit an Fresken. 1797 wurde er beim Collegio degli Accademici aggregiert und unterrichtete von 1801 bis 1804. 1804 wurde er durch Teodoro Matteini ersetzt, der die Lehrbefugnis für Malerei an der Accademia erlangte.
Bereits in jungen Jahren von Herzog Ferdinand von Parma als Sieger eines Wettbewerbes der Accademia di Parma bewundert, blieb er dennoch eher der Accademia di Venezia verbunden, an der er zu jener Zeit lehrte.
Als Napoleon, vor dessen Einzug sich die Republik Venedig 1797 selbst aufgelöst hatte, Fresken für die Prokuratien in Auftrag gab, übernahm Bevilacqua diese Aufgabe. Eine ähnliche Aufgabe erhielt er für die Villa Pisani in Stra. Von zahlreichen privaten und kirchlichen Auftraggebern wurde er engagiert, so dass er insgesamt etwa 900 Werke hinterließ. Ab 1828 trug er den Titel pubblico restauratore, war also für den Staat – Venedig war inzwischen österreichisch – als eine Art Oberrestaurator zuständig. In dieser Funktion arbeitete er in zahlreichen Kirchen Venedigs, aber auch im Dogenpalast und in der Biblioteca Marciana.
Doch nun folgte eine Zeit der Misserfolge. Vergebens bewarb er sich 1836 auf den Posten eines Conservatore der Gallerie dell’Accademia; gleichfalls erfolglos blieb 1845 seine Bewerbung auf die Stellung eines Direktors des Museo Correr. 1847 ersuchte er nach Beschäftigung als pubblico restauratore und 1848 bat er um Erlass der Steuern.
Als seine wichtigsten Werke gelten die Fresken in den napoleonischen Prokuratien um den Markusplatz aus den Jahren 1810, 1812 und 1814, dann seine Arbeiten in verschiedenen Palazzi, wie im Palazzo Persico und im Palazzo Moro-Lin (1806), Barbaro e Nani (1811) oder Revedin (1814). In der österreichischen Zeit ab 1815 war sein wichtigster Auftrag für den Palazzo reale im Jahr 1840 zu arbeiten. In Stra hatte er bereits 1810 in der Villa Pisani, 1813–1814 in Treviso an der Casa Revedin, 1818 am Paduaner Palazzo Zabarella gearbeitet. 1820 arbeitete er in Triest im Palazzo della Borsa Vecchia, genauer gesagt am Carro di Nettuno, am Wagen des Neptun im zentralen Salon. Darüber hinaus arbeitete er an zahlreichen Kirchen, wie 1793 in San Iacopo in Chioggia (1793), dann an der Chiesa dei filippini im folgenden Jahr. 1804 arbeitete er in Schiavonia (Monselice), dann 1824 an der Kirche in Mira, wie bereits 1818 in Padua an der Volta Barozzo, am Dom von Latisana 1823, 1834 in Martellago an der dortigen Pfarrkirche, 1842 schließlich an der Pfarrkirche von Legnaro.
1848 verfasste er eine Art Autobiografie, die im Museo Correr aufbewahrt wird, wo sich auch eine Liste seiner Werke befindet.